# Passio secundum Mattheum
Passio secundum Mattheum è il primo album del gruppo musicale italiano Latte e Miele, pubblicato nel 1972.
Come deducibile dal titolo, l'album prende ispirazione da uno dei quattro vangeli canonici del Nuovo Testamento, musicando appunto la cosiddetta Passione di Cristo con complessi arrangiamenti di rock progressivo, in chiave del tutto sinfonica, grazie anche al massiccio uso di Mellotron.
Non mancano forti influenze jazz-rock (in particolare, in entrambe le parti del brano I testimoni), con lunghe improvvisazioni di chitarre elettriche sopra giri blues-rock e forte uso di scale pentatoniche anche da parte del pianoforte. L'album appartiene in pieno al genere musicale del rock progressivo italiano.
I testi fondono citazioni dal Vangelo secondo Matteo con (sporadici) versi originali (perlopiù nei brani meno sinfonici) magistralmente coese tra racconti recitati a mo' di intermezzi, cori e canti per voci soliste.
La melodia del brano Il pianto risulta immediatamente familiare all’ascoltatore perché composta sullo schema armonico del Canone in D di J. Pachelbel, impianto comune a decine di altri pezzi di ogni genere musicale (come ad esempio l’Inno della Federazione Russa). 

## Tracce
Testi e musiche di G. Dellacasa - O. Lacagnina, i recitativi sono tratti dal Vangelo secondo Matteo
Lato A
1. Introduzione – 2:19
2. Il giorno degli azzimi – 1:26
3. Ultima cena – 1:48
4. Getzemani – 4:14
5. Il processo – 1:30
6. I testimoni (1 parte) – 6:02

Durata totale: 17:19
Lato B
1. I testimoni (2 parte) – 2:17
2. Il pianto – 1:48
3. Giuda – 0:43
4. Il re dei giudei – 1:40
5. Il calvario – 7:04
6. Il dono della vita – 3:43

Durata totale: 17:15
Edizione CD del 2010, pubblicato dalla Universal Music Japan (UICY-94503)
Testi e musiche di G. Dellacasa - O. Lacagnina, i recitativi sono tratti dal Vangelo secondo Matteo
1. Introduzione – 2:19
2. Il giorno degli azzimi – 1:26
3. Ultima cena – 1:48
4. Getzemani – 4:14
5. Il processo – 1:30
6. I testimoni (1 parte) – 6:02
7. I testimoni (2 parte) – 2:17
8. Il pianto – 1:48
9. Giuda – 0:43
10. Il re dei giudei – 1:40
11. Il calvario – 7:04
12. Il dono della vita – 3:43
13. Mese di maggio – 4:24 – Bonus Track

Durata totale: 38:58

## Musicisti
- Marcello Dellacasa - chitarra classica, chitarra acustica, chitarra elettrica, violino, basso, voce
- Oliviero Lacagnina (Oliver) - pianoforte, organo Hammond a canne, clavicembalo crumar, mellotron, moog, celesta, voce
- Alfio Vitanza - batteria, tumbé, borghi, campane, frusta, flauto, voce

Note aggiuntive
- Arnaldo Lombardo - produzione
- Pino Ciancioso - tecnico del suono[1]